# Шипли, Уильям
Уильям Шипли (англ. William Shipley; 1715—1803) — английский изобретатель и художник.

## Биография
Родился (был крещён) 2 июня 1715 года в городе Мейдстон английского графства Кент; сын Jonathan Shipley и Martha Shipley (урождённая Davies). У него был брат Джонатан Шипли , который стал священнослужителем — Bishop of St Asaph.
Его отец умер, когда мальчику было три года, Уильяма отправили жить к деду по материнской линии, и он рос в лондонском Сити. В возрасте 21 года Уильям Шипли унаследовал 500 фунтов стерлингов и использовал эти деньги для работы в качестве художника и мастера рисования в Нортгемптоне. В этот период времени он присоединился к сообществу Northampton Philosophical Society, где начал свою благотворительную деятельность, собирая средства для покупки топлива для бедных.

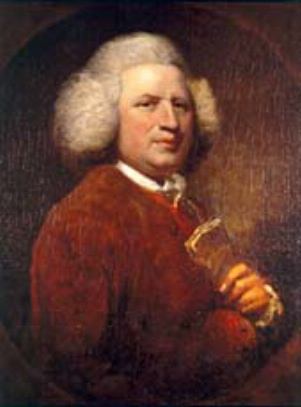
Портрет работы Ричарда Косвея

Около 1750 года Шипли переехал в Лондон и основал школу рисунков на улице Стрэнд, которая была известна сначала как Shipley's Academy, а затем как Ackermann's Repository of Arts. Школа оказалась очень успешной, среди её учеников были Ричард Косвей, Уильям Парс и Фрэнсис Уитли. Несмотря на то, что у Шипли было много учеников, которые стали известными художниками, его самого, как художника, не помнили.
В школе Уильяму Шипли пришла идея создания общества поощрения искусства, производства и торговли (Society for the Encouragement of Arts, Manufactures and Commerce)». Он опубликовал в 1753 году свои предложения об обществе, которые, как он надеялся, превратят Великобританию в центр интеллектуальных достижений в области искусства и предпринимательства. 22 марта 1754 года на встрече со своими единомышленниками в кофейне Rawthmell в Ковент-Гардене это общество и было создано. Его членами-основателями также стали виконт Джейкоб Бувери, 1-й виконт Фолкстон, Robert Marsham, 2nd Baron Romney (лорд Ромни, 1712–1794), Исаак Мэддокс, Стивен Гейлс и учёный-натуралист Thomas Baker. Первым президентом созданного общества — Королевское общество искусств стал Джейкоб Бувери. Шипли был избран постоянным членом» общества в феврале 1755 года, а в 1758 году ему была вручена золотая медаль. 

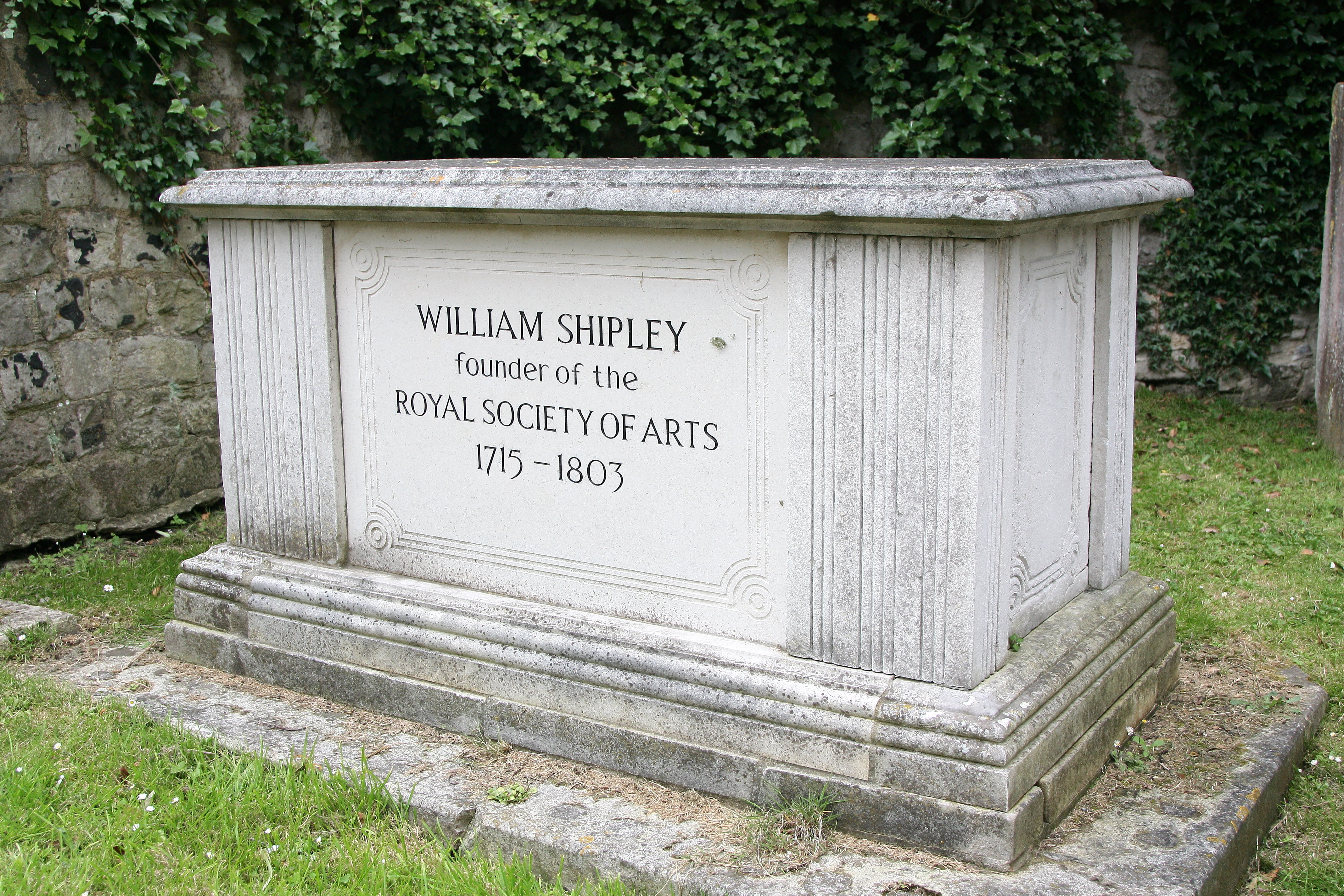
Могила Уильяма Шипли

Вероятно, что он стал меньше уделять внимание обществ, поскольку его сфера деятельности постепенно стала более технической и промышленной. В любом случае он ушел в отставку со своего поста регистратора Королевского общества искусств в 1760 году. Его увлекло изобретательство, и он стал автором ряда изобретений в разных областях деятельности человека. Под эгидой того же лорда Ромни он основал в Кенте по образцу общества искусств — Kentish Society for the Promotion of Useful Knowledge.
Умер 28 декабря 1803 года в Мейдстоне и был похоронен в церкви All Saints Churchyard.
На церковном дворе храма All Saints Church, Maidstone ему был установлен памятник. Ричард Косвей написал маслом портрет Шипли, который находится в Национальной портретной галерее и был выполнен позже как гравюра Уильямом Хинксом. 

### Семья
23 ноября 1767 года Уильям Шипли женился на Элизабет Миллер (Elizabeth Miller). Первый ребёнок у них родился в 1769 году, но умер через два месяца. В 1771 году родился второй ребёнок Elizabeth.